# Forza di gendarmeria europea
La Forza di gendarmeria europea (Eurogendfor o EGF) è un corpo di polizia a ordinamento militare ideato a seguito del Consiglio europeo di Nizza del dicembre 2000.
È nata da un'iniziativa multinazionale di cinque Stati membri dell'Unione europea (Francia, Italia, Paesi Bassi, Portogallo e Spagna, ai quali si sono aggiunte la Romania nel 2008 e la Polonia nel 2011). 
Il comando della Forza è situato a Vicenza presso la caserma Chinotto, sede del Centro di eccellenza per le Unità di polizia di stabilità (Center of Excellence for Stability Police Units, CoESPU). Il suo motto è "Lex Paciferat" (La Legge porti la pace).

## Storia
L'atto di costituzione di una gendarmeria europea venne reso pubblico l'8 ottobre 2003, in occasione della riunione informale tenutasi a Roma dei ministri della difesa dell'Unione europea nel corso della presidenza italiana, con un decisivo contributo del ministro della difesa francese Michèle Alliot-Marie. La relativa dichiarazione di intenti (Declaration of intents) venne firmata il 17 settembre 2004, a Noordwijk, nei Paesi Bassi, fra 5 Paesi: Italia, Francia, Paesi Bassi, Spagna e Portogallo. L'iniziativa è stata illustrata dai ministri della difesa Antonio Martino (Italia) e Michèle Alliot-Marie (Francia) ai colleghi europei, durante una riunione informale dei ministri della difesa della Unione. Il 15 febbraio 2005, a Vicenza, è stato costituito il quartier generale, divenendo operativa a tutti gli effetti il 20 gennaio 2006.
Il 18 ottobre 2007 viene firmato il trattato di Velsen, da rappresentanti degli Stati membri dell'UE dotati di forze di polizia ad ordinamento militare: Francia (Gendarmerie), Spagna (Guardia Civil), Portogallo (Guardia Nacional), Paesi Bassi (Marechaussée) e Italia (Arma dei Carabinieri). Il trattato, di 42 articoli, disciplina compiti e poteri della Eurogendfor. Il trattato è stato ratificato dall'Italia il 28 aprile 2010 con la legge 14 maggio 2010, n. 84.

## Organizzazione e struttura
La EGF è composta da forze di polizia ad ordinamento militare in grado di intervenire in aree di crisi, sotto l'egida della NATO, dell'ONU, dell'UE, dell'OSCE o di coalizioni costituite "ad hoc" fra diversi Paesi. Tuttavia la EGF è un'organizzazione indipendente dall'UE, anche se può operare a seguito di una sua richiesta nell'ambito della politica estera e di sicurezza comune.
I corpi di polizia che la compongono sono:
- Arma dei Carabinieri;
- Gendarmerie nationale;
- Guardia Civil;
- Guarda Nacional Republicana;
- Koninklijke Marechaussee;
- Gendarmeria romena (dal 3 marzo 2009)
- Żandarmeria Wojskowa (dal 2011)

Inoltre c'è un corpo di supporto alla EGF: la Viesojo Saugumo Tarnyba della Lituania.
La EGF in quanto tale non ha pertanto nessun potere di polizia sul territorio degli Stati membri dell'Unione europea, né è destinata a sostituire le forze di polizia nazionali (ad ordinamento civile o militare) degli Stati membri dell'UE o degli Stati partecipanti alla EGF.
La struttura della EGF richiama quella delle Multinational Specialized Unit (MSU) dell'Arma dei Carabinieri, impiegate in Bosnia, in Kosovo e in Iraq. Il coordinamento politico-militare della Gendarmeria europea è affidato al Comitato Interministeriale di Alto Livello (CIMIN), con sede a Vicenza (presso la caserma dei carabinieri «Generale Chinotto»), un comitato composto dai ministri degli esteri e della difesa degli Stati membri che aderiscono alla EGF, fornendo uomini e mezzi. Ogni anno uno dei ministri assume la presidenza di turno del CIMIN.
La EGF non è sottoposta al controllo dei parlamenti nazionali o del Parlamento europeo, risponde direttamente ai governi, attraverso il citato CIMIN. Per il suo dispiegamento operativo e rafforzamento, è richiesta l'unanimità degli Stati membri dell'EGF (non dell'Unione europea). Durante le operazioni della EGF ogni Stato membro mantiene la propria autonomia decisionale. Gli Stati, quindi, delegano al CIMIN l'indirizzo politico, strategico e militare, mantenendo l'autonomia operativa. L'ingresso delle forze di polizia all'EGF è subordinato al possesso di un ordinamento militare e devono far parte di uno Stato dell'Unione europea ovvero candidato all'esserlo. Attualmente i corpi che partecipano alla Forza di gendarmeria europea sono sette più due  che però hanno solo il ruolo di supporto.

I Paesi membri della forza di gendarmeria europea

Un futuro allargamento dei Paesi membri dell'Unione europea potrebbe facilmente portare anche ad un allargamento dei componenti della Gendarmeria. Tra i Paesi non ancora membri, Serbia, Moldavia, Bielorussia e Turchia sono dotati di un corpo di Gendarmeria.

## Compiti e funzioni
La forza di gendarmeria partecipa a missioni dell'UE, dell'ONU, della NATO, dell'OSCE, alle quali i Ministri scelgono di aderire. Svolge compiti militari di supporto alle fasi iniziali di un conflitto e di transizione, da sola o insieme a forze che eseguono esclusivamente obiettivi militari. La EGF svolge funzioni di polizia e addestramento di un esercito e polizia locali nella fase di ritiro della componente militare.
Nel dettaglio, in base all'art. 4, comma 3 del trattato di Velsen, i suoi possibili utilizzi comprendono:
1. condurre missioni di sicurezza e ordine pubblico;
2. monitorare, svolgere consulenza, guidare e supervisionare le forze di polizia locali nello svolgimento delle loro ordinarie mansioni, ivi compresa l'attività d'indagine penale;
3. assolvere a compiti di sorveglianza pubblica, gestione del traffico, controllo delle frontiere e attività generale d'intelligence;
4. svolgere attività investigativa in campo penale, individuare i reati, rintracciare i colpevoli e tradurli davanti alle autorità giudiziarie competenti;
5. proteggere le persone e i beni e mantenere l'ordine in caso di disordini pubblici;
6. formare gli operatori di polizia secondo gli standard internazionali;
7. formare gli istruttori, in particolare attraverso programmi di cooperazione.

## Comandanti
Si sono succeduti al comando:
- 25.01.2005-26.06.2007: brigadier generale Gerard Deanaz (Gendarmerie nationale, Francia)
- 27.06.2007-25.06.2009: colonnello Giovanni Truglio (Carabinieri, Italia)
- 26.06.2009-28.06.2011: colonnello Jorge Esteves (Guarda Nacional Republicana, Portogallo)
- 29.06.2011-28.06.2013: colonnello Cornelius Kuijs (Koninklijke Marechaussee, Paesi Bassi)
- 29.06.2013-26.06.2015: colonnello Francisco Esteban Pérez (Guardia Civil, Spagna)
- 27.06.2015-27.06.2017: brigadier generale Philippe Rio (Gendarmerie nationale, Francia)
- 27.06.2017-27.06.2019: colonnello Lucian Gavrilâ (Jandarmeria Română, Romania)
- 28.06.2019-24.06.2021: colonnello Giuseppe Zirone (Carabinieri, Italia)
- 25.06.2021-27.06.2023: colonnello Paulo Jorge Macedo Gonçalves (Guarda Nacional Republicana, Portogallo)
- Dal 28.06.2023: colonnello Hans Vroegh (Paesi Bassi)

## Interventi
La forza è stata utilizzata nel 2007 in Bosnia-Erzegovina. Nel dicembre 2009 la EGF è stata impiegata anche in Afghanistan, all'interno della missione ISAF.
Successivamente al terremoto di Haiti (12 gennaio 2010) un contingente della Gendarmeria europea è stato inviato sull'isola con 120 carabinieri, 147 gendarmi francesi e un plotone spagnolo (23 unità della Guardia Civil).